# 连家庄文峰塔
连家庄文峰塔，位于中华人民共和国山西省晋中市榆社县箕城镇连家庄村，已列为山西省文物保护单位。

## 保护
2021年8月4日，连家庄文峰塔由山西省人民政府公布为第六批山西省文物保护单位，编号6-110。